# Port Arthur
Port Arthur eller Ljujsjunkou (russisk: Люйшунькоу, tr. Ljujsjunkou) var en fæstning i den japanske besiddelse Kwantung på sydspidsen af Manchuriet. Stedet havde før Kinas krig med Japan 1894—1895 ca. 4.000 indbyggere, men voksede betydeligt. Fæstningen og den tilknyttede by lå på en øde stenet halvø, men havde en fortrinlig havn. Kineserne havde indrettet den til krigshavn og befæstet den. I 1894 erobredes byen af japanerne, men forpagtedes efter fredsslutningen af russerne, der indrettede den til krigs- og handelshavn og og lod manchuriske jernbane sikre forbindelse til det sibiriske jernbanenet. Under den russisk-japanske krig blev Port Arthur erobret af japanerne i 1905, og ved fredsslutningen gik Kwantung-territoriet til dem. Handelshavnen flyttedes til Tairen lidt længere mod nord.

## Anlæggelsen
Det var den kinesiske statsmand Li-Hung Schang, som af frygt for Japan besluttede at anlægge Port Arthur, tilskyndet af den danske kommandør Münter der var repræsentant for firmaet W. G. Armstrong i Kina, som støttepunkt for den kinesiske flåde. Arbejdet blev straks påbegyndt.

## Port Arthur under 1. kinesisk-japanske krig
Under den 1. kinesisk-japanske krig 1894 kunne japanerne efter at have besejret kineserne flere steder i oktober samme år også at rette et angreb mod Port Arthur. Under general Oyama landsattes 25.000 Mand og 36 Kanoner i Kerr-bugten. Efter 6. november at have undertvunget den befæstede by Kintschou på landtangen, rykkedes straks videre til det fra landsiden svagt befæstede Port Arthur, der forsvaredes af 15.000 kinesere. Allerede den 21. november stormedes fire af forterne, og dagen efter faldt ringvolden. Kina måtte ved Freden i Schimonoseki afstå hele Kwantung-halvøen til Japan, som tvunget af de europæiske stormagter måtte opgive sin erobring. To år senere forpagtede Rusland halvøen. Rusland lod i foråret 1898 sine tropper besætte Port Arthur, der nu blev endestation for den transsibiriske bane. Havnen var isfri og skulle nu omdannes til den vigtigste base for den russiske flåde i Det Gule Hav. Hovedmanden i arbejdet var oberst Welitschko; men i Petrograd lagdes der ham mange hindringer i vejen, og navnlig fik han ikke rådighed over de 15 mio. rubler, som var bestemte til befæstningsanlæg. Ved kysten, der til dels rejste sig 200 m, anlagdes flere kystbatterier, og mod landsiden anlagdes seks forter; men de hverken sikrede byen mod bombardement eller havde fuldt skudfaste rum mod sværere skyts, der let kunne skaffes med tog fra den nærliggende havn, Dalny.

## Port Arthur under russisk-japanske krig
1904 udbrød Krigen mellem Japan og Rusland, da Japan uden krigserklæring natten mellem den 8. og 9. februar rettede et torpedobådsangreb på Port Arthur i håb om at kunne ødelægge en del af den russiske flåde. Angrebet blev afvist, og ingen senere flådeangreb kunne fremkalde byens fald. Men nu var russerne ikke længere i tvivl om, at japanerne vilde sætte alt ind på at nå det mål. Følgelig blev fæstningen sat i god forsvarsstand, hvortil tiden ikke manglede, men det kneb altid med lysmateriel, automobiler, sprængstof og smalsporet jernbanemateriel. Af skyts rådedes på landsiden over 514 stk. af meget uens slags og 62 maskingeværer; kystbatterierne havde 123 stk. Da krigen udbrød, talte besætningen ca. 8.000 mand (en skyttebrigade) under general Kondratenko, der blev sjælen i hele forsvaret. Senere forøgedes besætningen med 3. siberiske armékorps, general Støssel, som dog skulle forsvare hele Kwantung-halvøen, medens fæstningens kommandant blev generalløjtnant Smirnow, som direkte befalede over 31 bataljoner (depot, fæstningsartilleri, ingeniører, cyklister), 1 eskadron, 8 feltbatterier, tekniske og marinetropper, i alt ca. 35.000 mand. Byens indbyggertal var ca. 35.000 mand. Der blev ingen forplejningsvanskeligheder.
Hævdelsen af Kintschou-snævringen hindrede angreb på Port Arthur fra landsiden, så der allerede under bokseropstanden 1900 var anlagt befæstninger på bjerget, der beherskede adgangen til Kwantung-halvøen. I februar 1904 blev befæstningsanlæggene fornyede og supplerede, så at der fremkom 15 værker foruden en reduit. Som fast besætning i den muromgivne by Kintschou lagdes et østsibirisk regiment og 300 kinesiske frivillige. Da et angreb på Nanschan kunne forventes, blev stillingen besat med 4 skyttedivisioner, men for øvrigt mente Støssel, at japanerne ville omgå den over Dalny. Men den 5.—11. maj landsattes 2. japanske armé, general Oku, i alt ca. 50.000 mand med 264 kanoner i Pitsewo-Jentos-bugten. Støssel ydede ingen modstand og hindrede ej heller besættelsen af jernbanen nord på, så at forbindelsen fra Port Arthur ad denne med Rusland blev afbrudt. Angrebet på Nanschan-stillingen, hvilket understøttedes af en flotille, fandt sted den 26. maj og lykkedes, omend med et tab af 4.500 mand. Russerne, hvoraf kun eet regiment havde besat den egentlige stilling, mistede 1.170 Mand og alt skyts; Kwantung-halvøen var derved åbnet, og den 30. maj besattes Dalnys fortræffelige havn.
Oku kunne dog endnu ikke tænke på at angribe Port Arthur, thi fra russisk side besluttedes at føre et angreb mod ham i ryggen (general Stakelbergs hær). Oku sendte altså to af sine divisioner mod ham, mens den 3. blev efterladt, og således måtte en anden belejringshær dannes (3. under general Nogi), bestående af 3 divisioner, 2 reservebrigader, en belejringspark (hvis 1. echelon dog i juli blev boret i sænk af en russisk eskadre). Først den 26. juni kunne Nogi tænke på at rykke frem imod den stærke stilling, som russerne havde anlagt i det bjergfulde Kwantung, og de andre linjer, som de efterhånden anlagde under deres tilbagetog mod fæstningen, som stadig modtog forstærkning. Først efter hårde kampe, der kostede store tab, lykkedes det Nogi den 30. juli at komme fæstningen så nær, at den kunne beskydes med artilleri, navnlig den her liggende del af flåden. Denne blev også Nogis første mål, og fra 7. august kunne den bombarderes med 12 cm's marinekanoner, hvorved et panserskib ramtes. Det foranledigede, at de russiske krigsskibe den 10. august forsøgte at slippe ud for at nå Vladivostok; men den japanske flådeafdeling tvang de fleste af dem tilbage. Nogi, hvis hær talte 70.000 mand, havde imens helt indesluttet Port Arthur fra landsiden og anskaffede den udskibede belejringspark, i alt 198 stk skyts, pr jernbane til fæstningen, foran hvilken det den 19. august stod opstillet i batteri; efter at Støssel forgæves var blevet opfordret til overgivelse, begyndte »generalbombardementet« denne dag. Virkningen var betydelig, men de fleste skudsikre rum holdt. Dog formente Nogi at kunne vove et stormforsøg, der begyndte den 20. august og forskaffede japanerne nogle fordele, men endte den 24. med deres tilbagetrækning og et tab på 15.000 mand. Da Nogi var klar over, at uheldet skyldtes artilleriets for ringe virkning på forterne, rekvirerede han 18 28 cm's kystmorterer (hvoraf de første 6 allerede åbnede ild den 28. september) og andet svært skyts, så at artilleriparken voksede til 536 stk. skyts, foruden at der skaffedes små morterer og håndgranater, der kom til at spille en stor rolle. Ligeledes indtraf 16.000 mand forstærkning, og »det regelmæssige« angreb på fæstningen indledtes derefter, ikke alene mod nordøstfronten, men tillige mod værkerne i vest (det høje bjerg), mod hvilke 2 landeværnsbrigader samt 86 kanoner optrådte under general Matsumura, I løbet af september fandt flere stormforsøg over hele fronten sted, men gav kun ringe fordele og meget store tab, foruden at beriberi krævede over 14.000 ofre. Et nyt stormforsøg 30. oktober efter 4 dages artilleribeskydning frembragte atter kun tab, til trods for de 28 cm morterer. Nogi greb så til minekrigen og fik atter tilført forstærkning, så at han efter 25. november rådede over 80.000 mand, thi den japanske regering, som frygtede den russiske flådes nærmelse fra Østersøen og ikke fandt stillingen i Manchuriet gunstig, vilde for enhver pris have Port Arthur erobret. Et vældigt stormforsøg den 26. november mod nordfronten krævede imidlertid et tab af over 8.500 mand, uden at målet nåedes. Nogi tabte dog ikke modet og besluttede nu tillige at føre et hovedangreb mod nordvestfronten. Her kæmpedes med den største forbitrelse, og til sidst lykkedes det japanerne den 6. december at erobre det høje bjerg (203 m) med et tab af 8.000 mand (russerne mistede 5.000 mand), hvorfra de overså havnen. Allerede samme dag blev flåden beskudt med de 28 cm morterer, og 11. december var den for største delen ødelagt. Men fæstningen holdt sig fremdeles og var stadig stormfri, hvorfor Støssel udtalte, at han vilde forsvare sig til sidste mand. Nogi måtte altså fortsætte angrebet. Udbrud af misnøje over mangel på pleje nedbrød dog russernes stemning, og den svækkedes yderligere ved, at den dygtige general Kondratenko og otte andre officerer dræbtes af en 28 cm granat i fort 2's kasemat. Allerede fra denne dag, den 5. december erobrede japanerne efter minesprængning der efter det ene værk efter det andet, og nytårsdag 1905 brød de igennem den kinesiske mur bag fortlinien.
Den 29. december havde Støssel sammenkaldt et krigsråd, hvori kun fire af 21 medlemmer stemte for overgivelse; men da Nogi nytårsdag kl. 5 om eftermiddagen opfordrede Støssel til at overgive fæstningen, indlod han sig på underhandlinger, som den 2. januar om aftenen førtes af generalerne Ijishi og Reiss, førte til kapitulation, der dagen efter godkendtes af zar Nicolaj. Garnisonen nedlagde våbnene den 4., i alt 324.00 mand af hæren, 2.400 mand af flåden, hvoraf dog ca. 6.500 mand var syge; af materiel overgaves 36.000 geværer med over 5 mio. patroner og ca. 600 stk. skyts med 204.600 skud.
Port Arthurs forsvar og belejring vil altid kunne fremhæves som en glimrende militær bedrift — den kostede russerne et tab af 668 officerer og 30.530 mand, mens 10.421 blev invalider for livstid. Japanernes tab var 11.360 døde og 32.613 sårede. Vist nok havde russerne endnu mistet mange folk i de sidste dage, men at Støssel opgav Port Arthur allerede den 2. januar kunne bebrejdes ham; senere måtte han hårdt bøde derfor, til trods for, at kejser Wilhelm straks sendte ham ordenen pour le mérite. Havde fæstningen blot holdt endnu et par dage, ville Nogis armé ikke i tide kunne gribe ind i slaget ved Mukden, hvorved russerne led det nederlag, der egentlig afgjorde krigen. Liaotung-halvøen kom tilbage til Kina, men Port Arthur og Talienwan fik Japan forpagtet i december 1915 for en periode på 99 år.